# Calycina conorum
Calycina conorum är en svampart som först beskrevs av Rehm, och fick sitt nu gällande namn av Baral 1985. Calycina conorum ingår i släktet Calycina och familjen Hyaloscyphaceae.  Artens status i Sverige är: Ej påträffad. Inga underarter finns listade i Catalogue of Life.